# معتمدية نابل
معتمدية نابل إحدى معتمديات الجمهورية التونسية، تابعة لولاية نابل.